# Agata Nicolau Iliescu
Agata Maria Nicolau Iliescu (n. 8 februarie 1940, Făgăraș) este o actriță română și fost deputat ales în municipiul București în legislatura 1990-1992 pe listele FSN și legislatura 1992-1996 pe listele PDSR. În legislatura 1990-1992, Agata Nicolau Iliescu a fost validată ca deputat pe data de 30 iulie 1990, când l-a înlocuit pe Petre Roman. În cadrul activității sale parlamentare în legislatura 1990-1992, Agata Nicolau Iliescu a fost membru în grupurile parlamentare de prietenie cu Republica Argentina, Japonia și Regatul Spaniei. În legislatura 1992-1996, începând din 1993, Agata Nicolau Iliescu a fost membru în grupul parlamentar de prietenie cu Statul Israel.
Actrița Agata Nicolau Iliescu a fost decorată la 13 decembrie 2002 cu Ordinul național Pentru Merit în grad de Cavaler, alături de alți actori, „pentru devotamentul și harul artistic puse în slujba teatrului romanesc, cu prilejul împlinirii unui veac și jumătate de existență a Teatrului Național din București”.